# Christian Lollike
Christian Lollike (* 1973 Kodaň) je současný dánský dramatik a režisér.

## Život
Studoval filosofii a literaturu na univerzitě v Roskilde. Mezi lety 1998-2001 studoval také scénické psaní na Dánské umělecké škole v divadle Aarhus Teater. Pracoval jako asistent režie u Miguela Rubia v divadle Yayachakani Theater v Limě v Peru. Píše rozhlasové hry, filmové scénáře a divadelní hry, které si také sám inscenuje. V letech 2005-2011 pracoval v divadle Aarhus Teater jako kmenový autor a režisér. Je zakládajícím členem skupiny "The Sheriff", která bojuje proti předvídatelnému divadlu. Je uměleckým ředitelem kodaňského divadla Sort/Hvid (dříve Café Teatret), které se zaměřuje na performativní umění. Od roku 2008 do roku 2011 pracoval jako ředitel Aarhus Festuge, kulturního festivalu konaného v dánském městě Aarhus.

## Tvorba
Ve svých hrách se zabývá politickými a morálními problémy současného západního světa. Jeho hry jsou provokativními kontroverzními texty, které odkrývají stinné stránky moderní společnosti. Lollikovy texty explicitně pojmenovávají současné politické problémy a staví se kriticky k morálce západního světa ve všech možných oblastech: od domovů pro důchodce, církev, přes prostituci, média a reklamu, eutanazii, přistěhovalectví a terorismus až po otázky ekologie. Jeho styl se vyznačuje neustálým objevováním, zkoumáním, provokováním a rozrušováním zavedených dramatických konvencí. Do svých děl zakomponovává fragmenty reality.

## Ocenění
Christian Lollike byl šestkrát nominován jako dramatik roku na dánskou cenu Reumert, která se každoročně uděluje v různých divadelních kategoriích, a v roce 2010 ji získal za absurdně komickou hru Kosmický děs aneb Den, kdy Brada Pitta zachvátila paranoia (Kosmiske frygt eller Den dag, da Brad Pitt fik paranoia, 2009). V roce 2012 byl na cenu Reumert nominován znovu za hru Obyčejný život (Det normale liv). Cenu Reumert obdržel a dramatikem roku 2013 se stal za hry Šachta (Skakten), Továrna na koláče (Kagefabrikken) a za dramatizaci manifestu norského vraždícího extrémisty, Manifest 2083. V roce 2007 pak obdržel cenu Kafkatten, kterou Dánská asociace právní ochrany (Dansk Retspolitisk Forening) oceňuje osobnosti překračující hranice běžného způsobu uvažování o světě a společenských problémech.

## Divadelní hry a jejich uvedení
- 2000: Reunion in Brunau (jednoaktovka) v divadle Aarhus Teater
- 2003: Sorry, old man
- 2004: Sexy Sally (Dom over skrig), režie: Isabelle Reynaud, koprodukce mezi divadly Teater Katapult v Aarhusu, a Café Teatret
- 2005: The wonder – the re-mohammed-tv show (premiéra v dánském rozhlase v roce 2005), premiéra v divadle Odsherred Teater Nykøbing Sj.
- 2006: Service Suicide, scénář a režie: Christian Lollike, premiéra v divadle Aarhus Teater
- 2007: Nathan (without title), scénář a režie: Christian Lollike, premiéra v divadle Aarhus Teater
- 2007: Grace was here, (dramatizace Dogvillu Larse von Triera), režie: Christian Lollike, premiéra v divadle Mammutteatret
- 2008: Cosmic Fear or the Day Brad Pitt Got Paranoia
- 2009: The Meat Carousel, scénář a režie: Christian Lollike
- 2009: The History of the Future, scénář a režie: Christian Lollike, koprodukce Dánského národního divadla a Goetheho Institutu
- 2009: Brad Pitt saving the Earth, interaktivní instalace
- 2011: Det normale liv, režie: Anne Zacho Søgaard, koprodukce divadel Aarhus Teater a Sort/Hvid
- 2012: Project Farming, režie: Christian Lollike
- 2012: Manifesto 2083 (z uvedení z etických důvodů sešlo), scénář a režie: Christian Lollike, koprodukce mezi divadly Café Teatret a Dramatikkens Hus v Osle
- 2013: All My Dreams Come True, scénář a režie: Christian Lollike, koprodukce divadel Sort/Hvid, Aarhus Teater, a festivalu Aarhus Festuge
- 2013: The Shaft or Gerhard’s Adventure, koprodukce mezi divadly Aarhus Teater a Sort/Hvid
- 2014: The Apostles of Nationalism, režie: Christian Lollike, koprodukce mezi divadly Dramaten v Stockholmě, Nationaltheatret v Oslu, a Sort/Hvid v Kodani
- 2014: In Contact, vojnový balet, koncept a režie: Christian Lollike, koprodukce experimentálního baletního souboru Corpus Dánského národního baletu a divadla Sort/Hvid
- 2015: The Provocateur, koncept a režie: Christian Lollike, koprodukce festivalů Festspillene z norského Bergenu, Dramaten ze Stockholmu a dánského Aarhus Festuge s divadly Staatsschauspiel z Drážďan a Sort/Hvid z Dánska
- 2015: We are not real, memoriál, koncept: Christian Lollike, koprodukce divadla Sort/Hvid a festivalu Aarhus Festuge
- 2015: Leaves, hororová opera, režie: Christian Lollike, koprodukce divadla Sort/Hvid a Kodaňského operního festivalu
- 2016: UROPA – Asylum at the Royal Ballet, režie: Christian Lollike, koprodukce experimentálního baletního souboru Corpus Dánského národního baletu a divadla Sort/Hvid
- 2016: Living Dead, hororová performance, text a režie: Christian Lollike
- 2017: Erasmus Montanus, režie: Christian Lollike, koprodukce divadel Aarhus Teater a Sort/Hvid
- 2018: White Nigger/Black Madonna, režie: Christian Lollike
- 2018: Hospitalet, text: Christian Lollike

## Česká uvedení
- Dogville, Národní divadlo Praha, režie: Miroslav Krobot, premiéra 10. 6. 2010 [8]
- Obyčejný život, Divadlo Letí Praha, režie: Petr Hašek, premiéra 9. 12. 2012 [9]
- Zázrak, ČRo 3 Vltava, režie: Aleš Vrzák, premiéra 8. 5. 2012 [10]
- Kolotoč Bankrot, Dejvické divadlo, režie: Karel Král, premiéra 16. 11. 2013 (v rámci Noci divadel) [11]
- LIVING DEAD aneb Monsters of Reality, Východočeské divadlo Pardubice, premiéra 24. 10. 2016 [12][13]
- Obyčejný život aneb Tělo a bitevní pole, režie Josef Kačmarčík, Národní divadlo moravskoslezské, premiéra 17.11. 2017[14]